# Vanilla roscheri
Vanilla roscheri är en orkidéart som beskrevs av Heinrich Gustav Reichenbach. Vanilla roscheri ingår i släktet Vanilla och familjen orkidéer. Inga underarter finns listade i Catalogue of Life.

## Bildgalleri

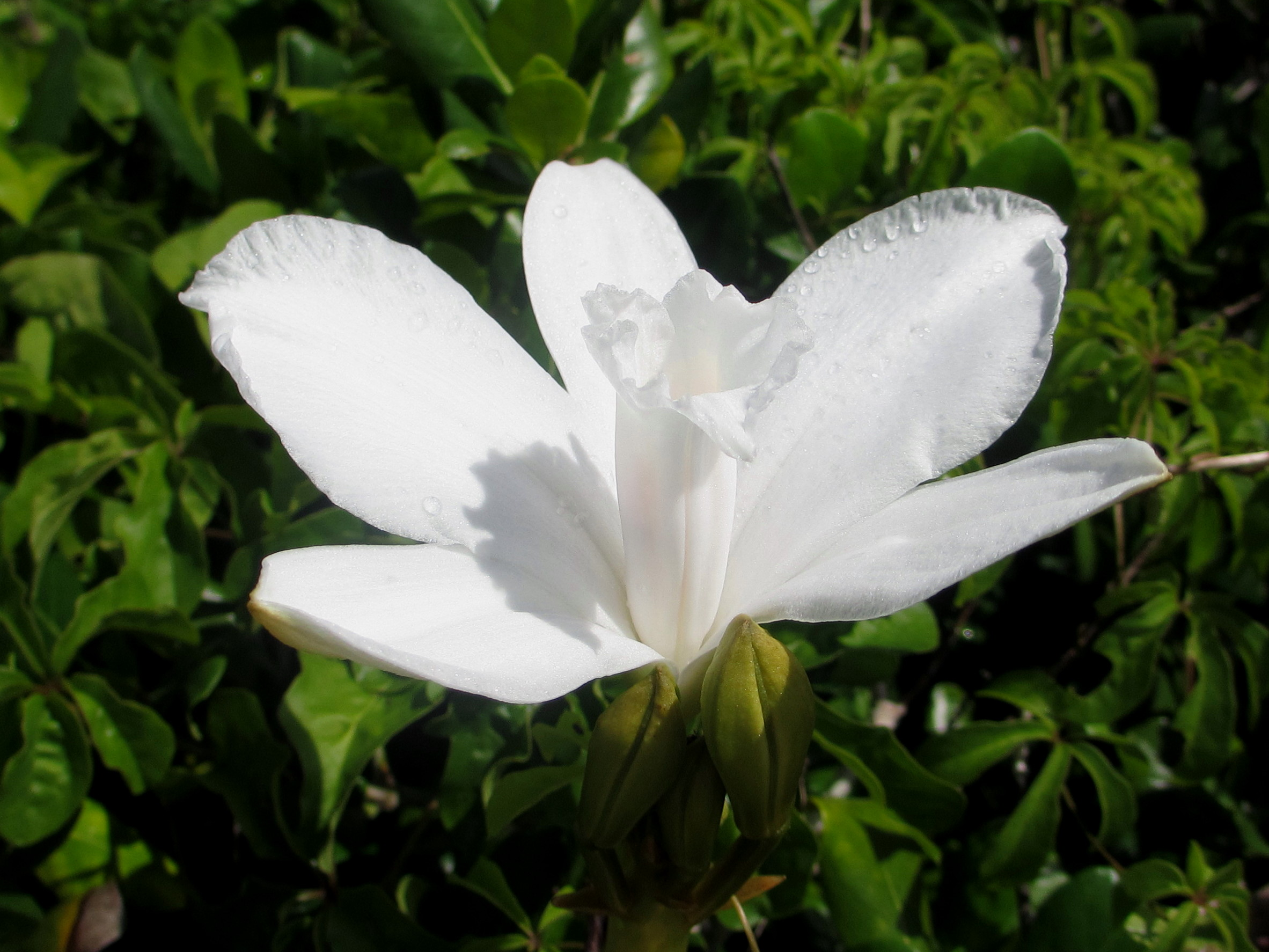
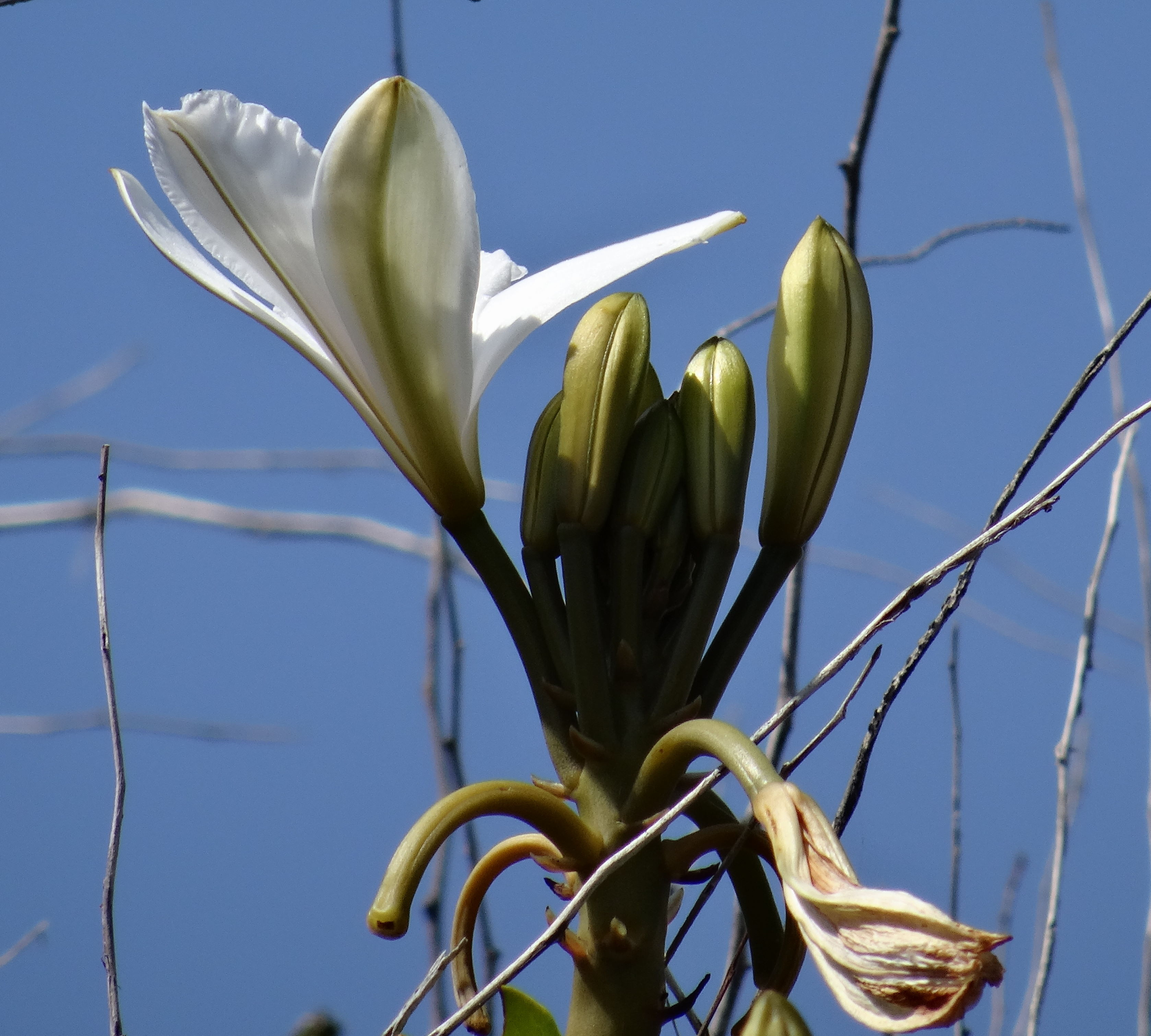